# Stoeba lesinensis
Stoeba lesinensis är en svampdjursart som först beskrevs av Lendenfeld 1894.  Stoeba lesinensis ingår i släktet Stoeba och familjen Pachastrellidae.
Artens utbredningsområde är Kroatien. Inga underarter finns listade i Catalogue of Life.